# Holdingford
Holdingford és una població dels Estats Units a l'estat de Minnesota. Segons el cens del 2000 tenia 736 habitants.

## Demografia
Segons el cens del 2000, Holdingford tenia 736 habitants, 286 habitatges, i 197 famílies. La densitat de població era de 458,3 habitants per km².
Dels 286 habitatges en un 32,2% hi vivien nens de menys de 18 anys, en un 51,4% hi vivien parelles casades, en un 12,9% dones solteres, i en un 31,1% no eren unitats familiars. En el 27,3% dels habitatges hi vivien persones soles el 16,8% de les quals corresponia a persones de 65 anys o més que vivien soles. El nombre mitjà de persones vivint en cada habitatge era de 2,55 i el nombre mitjà de persones que vivien en cada família era de 3,13.
Per edats la població es repartia de la següent manera: un 27,6% tenia menys de 18 anys, un 9,8% entre 18 i 24, un 23,5% entre 25 i 44, un 20,2% de 45 a 60 i un 18,9% 65 anys o més.
L'edat mediana era de 38 anys. Per cada 100 dones de 18 o més anys hi havia 91,7 homes.
La renda mediana per habitatge era de 34.000 $ i la renda mediana per família de 42.788 $. Els homes tenien una renda mediana de 31.053 $ mentre que les dones 21.141 $. La renda per capita de la població era de 15.410 $. Entorn del 6,2% de les famílies i l'11,2% de la població estaven per davall del llindar de pobresa.

## Poblacions més properes
El següent diagrama mostra les poblacions més properes.